# Джеймс Полк
Джеймс Нокс Полк (на английски: James Knox Polk; 2 ноември 1795 – 15 юни 1849) е 11-ият президент на САЩ (1845 – 1849).
Полк е роден в Северна Каролина, но живее предимно в щата Тенеси и го представлява. В качеството си на демократ е говорител на Камарата на представителите (1835 – 1839) и губернатор на Тенеси (1839 – 1841), преди да стане президент. До 2005 г. е единственият спийкър (говорител) на Камарата на представителите, станал президент. Става известен със своите експанзионистични стремежи, с клетвата си да служи само един мандат и като първия „черен кон“ (кандидат, неочаквано спечелил партийната номинация), който печели изборите за президент.
Неговият мандат се запомня с най-голямото разширяване на границите на САЩ – чрез покупката на Луизиана, чрез придобиване на територията Орегон и прибавянето чрез войната с Мексико на 3,1 млн. km²) Грижи се за откриването на Морската академия на САЩ и на мемориала, посветен на Вашингтон, и издава първата пощенска марка на САЩ.

## Произход и младежки години
Полк, първото от 10 деца, е роден в семейната ферма в Мекленбърг Каунти, Северна Каролина. Неговият баща, Самюъл Полк, е фермер и земемер, и е с ирландско-шотландско потекло. Майка му, Джейн Полк (по баща Нокс), е от рода на шотландския религиозен реформатор Джон Нокс. През 1806 година семейство Полк се мести в Тенеси и се установява близо до Дък Ривър в място, сега наричано Маури Каунти. Семейството се замогва и Самюел Полк се превръща в един от най-видните джентълмени на областта.
По време на детството си Полк страда от крехко здраве. През 1812 година баща му го взима със себе си в Кентъки, където известният за времето си хирург д-р Ефраим Макдонълд го оперира за премахване на камъни в жлъчката. Въпреки рискованата за времето си хирургична операция Полк оцелява и се радва на добро здраве през остатъка от живота си.
През детството си Полк получава само неформално образование. Истински започва да учи на 18 години, когато постъпва в религиозно училище близо до дома си. По-късно постъпва в училището Мърфрийсбъроу, където среща бъдещата си жена, Сара Чилдрес. След прекарани по-малко от 3 години там, той напуска Тенеси и се записва в Университета на Северна Каролина. Завършва през 1818 година и се връща в Нашвил, за да учи право при Фелиск Грунди. Полк взема адвокатска правоспособност през 1820 година и открива своя практика в Колумбия, Тенеси.

## Политическа кариера
Той е възпитан като Джеферсънов демократ от баща си и дядо си, които са били отдадени поддръжници на Томас Джеферсън. Първият политически пост, който заема, е главен пристав в Сената на Тенеси (1821 – 1823). Подава оставка, за да предприеме успешна кампания за щатския парламент. Ораторските умения на Полк стават известни и му спечелват прякора „Малкия Наполеон“. Със Сара Чилдрес се женят на 1 януари 1824 година.
Полк става поддръжник и близък приятел на Андрю Джаксън, който по онова време е водещ политик в Тенеси. През 1824 година, когато Джаксън се кандидатира за президент, Полк води предизборна кампания за Камарата на представителите. Той успява, но Джаксън е победен. Въпреки че Джаксън печели популярния вот, нито той, нито който и да било от останалите кандидати – Джон Куинси Адамс, Хенри Клей и Уилям Крауфорд, не успява да получи мнозинството от електоралните гласове и така се стига до правото на Камарата на представителите да обяви победителя. В своята първа реч Полк изразява своята вяра, че решението на Камарата да избере Адамс е нарушение на волята на народа и предлага неуспешно избирателната колегия да бъде разпусната.
В Конгреса Полк е твърд последовател на Джаксън: противопоставя се на Втората банка на САЩ; предпочита златото и среброто пред книжните пари; предпочита интересите на земеделците пред тези на индустриалците. Това поведение му спечелва прякора „Младия орех“ – подобно на прозвището на Джаксън „Стария орех“. След като Джаксън побеждава Адамс в президентските избори през 1828 година, Полк се издига стремително и става ръководител на пропрезидентската група в Конгреса. Като председател на могъщата Постоянна бюджетна комисия дава своята подкрепа на президента при спора за Националната банка.
Скоро след като Полк става спийкър (председател на камарата), Джаксън напуска службата и е наследен от друг демократ – Мартин Ван Бурен. Мандатът на Ван Бурен е изпълнен с тежко противопоставяне между демократите и вигите, което води не на последно място и до нападки, обиди срещу Полк а и до призоваване на дуели.
През 1838 година политическата ситуация в Тенеси (където за първи път в своята партийна история през 1835 година демократите губят губернаторското място) убеждава Полк да не се кандидатира за втори мандат в Камарата на представителите. Напускайки през 1839 година Конгреса, Полк се кандидатира за губернатор на Тенеси и побеждава своя съпартиец Нютън Кенън с 2500 гласа. Въпреки че победата му дава нов импулс на демократите, тя не успява да спре националната тенденция за намаляване на влиянието на Демократическата партия. На президентските избори през 1840 година Ван Бурен е съкрушен от популярния виг Уилям Хенри Харисън. Полк губи своя губернаторски пост от представителя на партията на вигите Джеймс Джонс през 1841] година. Кандидатира се през 1843 година и губи отново.

### Избори от 1844 година
Когато на 27 май 1844 година започва конвентът на Демократическата партия, Полк се надява да получи номинация за вицепрезидент. Водещи претенденти са бившият президент Ван Бурен, а също и Луис Кас и Джеймс Бюкенън. Основният дебат по време на конвента се оформя около Република Тексас, която след като обявява независимост от Мексико през 1836 година иска да се присъедини към Съюза. Ван Бурен се противопоставя на анексирането, но това му коства поддръжката на много демократи, включително и тази на Андрю Джаксън. Ван Бурен печели с обикновено мнозинство, а не с 2/3 „супермнозинство“, което се изисква за номинация. След още шест гласувания става ясно, че Ван бурен няма да получи нужните гласове, Полк е четвърти и получава статуса на „черен кон“. При осмото гласуване също има много колебаещи се, но на деветото конвентът единодушно номинира Полк, който е получил преди това подкрепа от Ван Бурен. Макар и да е служил като спийкър в Камарата на представителите, той е почти непознат, което кара вигите да издигнат лозунга „Кой е Джеймс К. Полк?“.
В своята реч за приемане на номинацията Полк внимателно отговаря: „Добре е известно, че постът на Президент не трябва да бъде нито желан, нито отказван. Аз не го желах, но и нямам свободата да го откажа, когато ми е присъден чрез свободно гласуване от моите скъпи сънародници“.
Настоящият президент от партията на вигите Джон Тейлър встъпва в своя мандат след смъртта на неговия предшественик Уилям Хенри Харисън, който прекарва на поста едва един месец. Тейлър се отчуждава от своята партия и не търси нов мандат, така опонентът на Полк от страна на вигите се оказва Хенри Клей от Кентъки. Въпросът за анексирането на Тексас, който се оказа централен на демократическия конвент, отново се намира в центъра на предизборната борба. Полк е твърд застъпник на незабавното анексиране, докато Клей изглежда двусмислен и колеблив.
Друг основен въпрос в кампанията, също свързан с експанзията на съюза на запад, е свързан с установяване на контрол върху местността Орегон, която по това време е под съвместната окупация на САЩ и Великобритания. Полк отново яростно защитава каузата за експанзия в тази посока и твърдо настоява САЩ да придобие цялата територия, чиято северна граница е 54° 40’ с.ш. Девизът на кампанията му е „Петдесет и четири и четиридесет или борба“ („Fifty-Four Forty or Fight“).
Силната подкрепа на Полк за експанзия на Запад работи в негова полза при кампанията му. При изборите той печели Юга и Запада, докато Клей взема Североизтока. Полк печели в решаващия щат Ню Йорк, където Клей губи гласове от третия кандидат Джеймс Бърни. Полк печели популярния вот с разлика от 38 000 гласа и разпределението в избирателната колегия е 170 на 105 гласа в негова полза. Вицепрезидент на Полк става Джордж М. Далас – демократ. Полк е първият (и до 2005 г. единствен) бивш спийкър на Камарата на представителите, който е избран за президент.

### Вътрешна политика
Когато на 4 март 1845 година встъпва в длъжност, Полк, който е на 49 години, става най-младият човек с президентски мандат дотогава. Полк поставя 4 ясни цели за постигане пред своята администрация: възстановяване на независима хазна; намаление на тарифите; уреждане на спора за границите на Орегон и придобиване на Калифорния от Мексико. Решен да служи само един мандат, Полк предприема бързи действия за изпълнение на обещанията си от кампанията.
През 1846 година Полк се заема да изпълни своята национална програма, но това води до неудовлетвореност в неговата партия. Конгресът одобрява тарифите на Уокър (наречени на финансовия министър Робърт Уокър), които представляват сериозно намаление на въведените от вигите през 1842 година тарифи. Новият закон изоставя определянето на митата въз основа на цената („ad valorem“), а създава нова система, в която размерът на паричната стойност на продукта е водещ. Това се посреща с одобрение от Юга и Запада, но води до недоволство в протекционистично настроения Севроизток.
В същата година Полк одобрява законодателство, което възстановява независимата съкровищна система, според която държавните фондове се държат в държавната Съкровищница, а не в банки или други финансови институции. Независимата хазна е създадена от демократите през 1841 г., но е закрита от вигите през 1841 г. След като Полк я възстановява, тя съществува до 1920 г. Действията на президента предизвикват недоволство сред мнозина демократи, които са застъпници на банковата система.

### Външна политика
Преди да влезе в офиса, предшественикът му Джон Тейлър интерпретира победата в изборите на Полк като мандат за анексирането на Тексас. Президентът Тейлър изисква от Конгреса да приеме съвместна резолюция, с която Тексас се допуска в Съюза на 28 февруари 1845 година. Тейлър бърза, защото не са ясни британските планове относно Тексас. Република Тексас не приема предложението, преди Полк да влезе в офиса в края на тази година. Тексас официално става част от Съюза на 29 декември 1845 година. Този ход ядосва Мексико, защото условието, според което Тексас е получил своята независимост, е било да не влиза в съюз с друга държава.
Полк предприема и стъпки за разрешаване на граничния спор относно Орегон. От 1818 година Орегон е под съвместната окупация на силите на САЩ и Великобритания, въпреки това Полк настоява за суверенно управление над цялата територия. Въпреки предизборния си девиз Полк не е склонен да почне война с британците, още повече че анексирането на Тексас е превърнало Мексико във враждебна сила. Полк приема предложения от лорд Абърдийн компромис и ратифицира Договора за Орегон. Така територията е разделена между двете държави по 49 паралел. Въпреки че продължава да има хора, които шумно да настояват за цялата територия на Орегон, договорът е одобрен от Сената. Частта от Орегон, придобита от САЩ, по-късно ще се оформи в щатите Вашингтон, Орегон, Айдахо и части от нея ще влязат в Монтана и Уайоминг.
Президентът обръща своето внимание към придобиването на Калифорния, но в този случай вече е готов за война. В 1845 г. Полк изпраща дипломата Джон Слидъл в Мексико да преговаря за закупуването на Калифорния и Ню Мексико. Въпреки че Слидъл е бил готов да предложи до 40 милиона долара, мексиканците, разярени от анексирането на Тексас, отказват да се пазарят. През януари 1846 Полк нарежда на генерал Закари Тейлър да придвижи своите войски в територията между реките Нуесес и Рио Гранде – територия, за която претендират както Тексас, така и Мексико. Преговорите продължават да са безплодни и Полк се подготвя да иска от конгреса обявяването на война. Няколко дни преди да се яви пред Конгреса с това си искане, Полк научава, че мексикански войски са преминали Рио Гранде и са убили 11 американски войници. Полк прави добавки в речта си, променя основанието за войната („casus belli“) в твърдението, че Мексико „е нападнало нашата територия и е проляло американска кръв на американска земя“. Всъщност той не споменава, че става дума за спорна територия, която да принадлежи еднозначно на САЩ. Конгресменът от вигите и бъдещ президент Ейбрахам Линкълн внася „Резолюция на мястото“, с която се иска Полк да укаже точно на кое място е проляна американска кръв. Тези технически уловки се подминават от Конгреса и той гласува за обявяването на война, като множество политици от партията на вигите са против, понеже се страхуват, че техните избиратели ще ги накажат за това, че са подкрепили война.
През лятото на 1846 г. американските сили под ръководството на генерал Стивън Кърни завладяват Мексико. Междувременно американските заселници в Калифорния, водени от Джон Фремонт, въстават срещу мексиканското управление и основават независима Република Калифорния. Едновременно с това генерал Закари Тейлър постига успехи при Рио Гранде. САЩ водят тайни преговори с Антонио Лопес де Санта Ана – мексикански генерал и диктатор, свален от власт през 1844 година. Санта Ана се съгласява, че ако получи сигурен път до Мексико, той ще убеди тамошните политици да продадат Калифорния. Веднъж достигнал Мексико, той се отмята от уговорката, обявява се за президент и се опитва да се сражава с американските войски. Тези опити се провалят, след като генералите Закари Тейлър и Уинфилд Скот сломяват всякаква съпротива.
Полк изпраща дипломата Николас Тръст да води преговорите, но тяхното забавяне кара президента да му нареди да се върне. Тръст отказва да се подчини и продължава пазарлъците, като постига Договора от Гуадалупе Идалго, който Полк се съгласява да подпише, като отхвърля исканията на някои демократи за анексирането на цяло Мексико. Това споразумение добавя територия в размер на 3,1 млн. km², размерът на Мексико е намален наполовина, а този на САЩ се увеличава с 1/4. Калифорния, Ню Мексико, Аризона, Невада, Юта и части от Колорадо и Уайоминг – всички те са придобито от откъсването на територия от Мексико. Договорът също така признава анексирането на Тексас, а също и американския контрол върху спорната територия между реките Нуесес и Рио Гранде. Мексико получава в замяна сумата от 15 милиона долара. Във войната загиват 20 000 американци и 50 000 мексиканци и струва на САЩ над 100 милиона долара.

## След президентството
Твърди се, че Полк е единственият президент, който спазва всички свои предизборни обещания. Това обаче става на цената на неговото здраве. Той все по-често се изморява и губи килограми, черни кръгове под очите и дълбоки бръчки се появяват на лицето му. Полк влиза в офиса пълен с ентусиазъм и желание, а го напуска изтощен от годините на управление. Той е наследен от героя в американско-мексиканската война Закари Тейлър. Въпреки че Полк се надява на спокойно оттегляне, той се разболява от холера в Ню Орлеанс.
Полк умира само 103 дни след като завършва мандатът му, в Полк Плейс, Нешвил, Тенеси. Отдадеността на Полк на своята съпруга е доказано и с неговите последни думи „Обичам те, Сара. Ще те обичам цяла вечност.“ Тя остава да живее следващите 40 години в Полк Плейс – най-дългия период за първа дама.
Полк е най-младият починал президент, до Джеймс Гарфийлд и Джон Кенеди, които са убити по време на своите президентски мандати.
Полк и жена му Сара са погребани в гробница, намираща се на Стейт Капитъл Билдинг в Нешвил, Тенеси.

## Наследство
Много историци смятат Полк за един от великите американски президенти, като сочат неговите достижения само за един мандат – той изпълнява всички свои четири цели, които си е поставил. Други твърдят, че не е успял да придобие цялата Територия Орегон, както е обещал през предизборната си кампания. Решението му да прати Закари Тейлър в оспорвана територия и обосновката на Американо-мексиканската война от мнозина са смятани за погрешни.
Предприетите от Полк действия срещу Мексико имат значителни последствия. През 1846 година конгресменът от Пенсилвания Дейвид Уилмот предлага поправка на закона, според която се забранява робството в териториите, придобити по време на война. Въпреки че поправката е приета с много изменения, тя остава блокирана от сенатори от Юга. С Компромиса от 1850 г. се постига временно уреждане на спора – Калифорния е обявен за „свободен щат“, а останалите територии получават правото да забранят или разрешат робството. Това решение не задоволява екстремистите на двете страни и е една от причините за Американската гражданска война, която започва през 1861 г.
Президентът Полк е известен със своята поддръжка на идеята, че святата мисия на САЩ е да се разширява на запад, той подкрепя Доктрината Монро.